# Montaigu-de-Quercy
Montaigu-de-Quercy település Franciaországban, Tarn-et-Garonne megyében. Lakosainak száma 1295 fő (2022. január 1.). Montaigu-de-Quercy Montcuq-en-Quercy-Blanc, Anthé, Courbiac, Tournon-d’Agenais, Belvèze, Lacour, Lauzerte, Roquecor, Touffailles és Porte-du-Quercy községekkel határos.

## Népesség
A település népessége az elmúlt években az alábbi módon változott:
| Lakosok száma | 1370 | 1358 | 1367 | 1323 | 1306 | 1302 | 1300 | 1296 | 1295 |
|               | 2013 | 2015 | 2016 | 2017 | 2018 | 2019 | 2020 | 2021 | 2022 |